# 納梅斯武夫縣

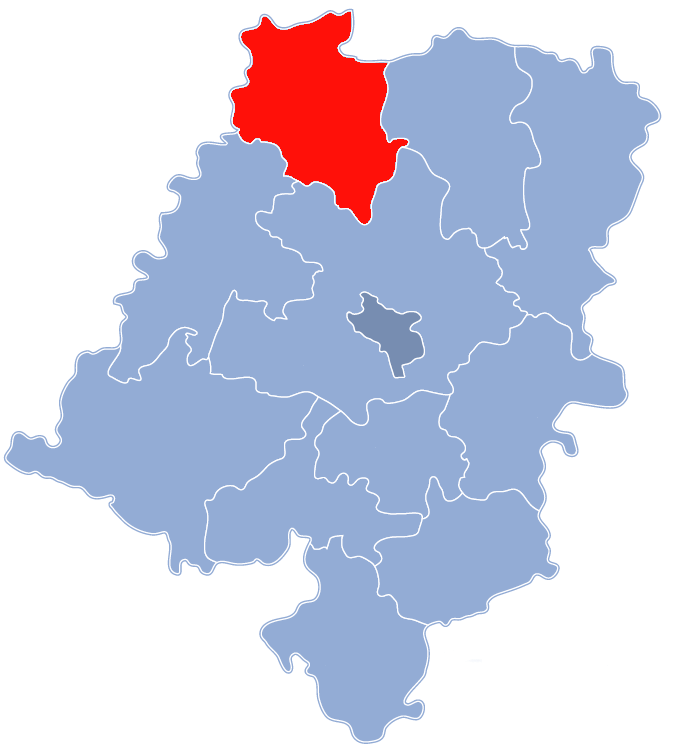

51°4′22″N 17°42′25″E / 51.07278°N 17.70694°E
納梅斯武夫縣（波蘭語：Powiat namysłowski），是波蘭的縣份，位於該國南部，由奧波萊省負責管轄，首府設於納梅斯武夫，面積748平方公里，2006年人口43,957，人口密度每平方公里59人。